# Gaya nutans
Gaya nutans là một loài thực vật có hoa trong họ Cẩm quỳ. Loài này được (L'Hér.) Sweet mô tả khoa học đầu tiên năm 1830.